# 城東町 (高松市)
城東町（じょうとうちょう）は、香川県高松市中心部の町丁。郵便番号は760-0036。全域が住居表示に関する法律に基づく住居表示実施地区で、一丁目〜二丁目が存在する。

## 地理
高松市役所より1.2km、高松市中心部の北に位置し、北は高松港、西は市道高松港海岸線、南は県道159号高松港線及び市道東浜港多賀線、東は杣場川によって区切られている。二丁目は高松港に突き出た半島状の埋立地で、一丁目はその付け根一帯を指す。この半島状の形は埠頭の役割があり、東側は高松港の原点である東浜港、西側は杣場川港となっていて、いずれも高松港の一部として機能しているが、港湾整備が進んだ現在ではここを発着する定期便は存在せず、主に漁船などの停泊に利用されている。
二丁目は高松港に突き出た半島状になっているため、周囲の市街地から隔離された格好になっており、歓楽街八重垣新地の区域以外は工場や倉庫、民家が位置する物静か街並みを形成している。対して一丁目は瀬戸大橋通りといった大通りや、市道高松港海岸線、県道159号高松港線、市道東浜港多賀線といった幹線道路によって周辺市街地との交通が開けており、ホテルや商店、マンションや事務所が位置するなど高松市の中心市街地と一体化した街並みを形成している。
2010年国勢調査による人口は280人（男134人/女146人）、世帯数は168世帯、面積は15万1830.38m2、人口密度は1844.2人/km2。高松市の総人口に占める男子の割合は48.1%で女子が過半数であるが、特に八重垣新地がある城東町二丁目に限っては55.3%と男子の割合が過半数を占めている。公立小学校・中学校の校区は全域が高松第一小学校・中学校（小中一貫）に属している。
町内における都市計画法に基づく用途地域は、一丁目の全域及び二丁目のうち市道東浜8号線以南の地域が容積率400%の商業地域、二丁目は大部分が容積率200%、建ぺい率60%の準工業地域であるが、そのうち八重垣新地の部分については容積率200%の商業地域である。

### 河川
- 杣場川

### 港湾
- 高松港
  - 東浜港
  - 杣場川港

### 風俗営業許可地域
二丁目に位置する八重垣新地は香川県条例で定める風俗営業等の規制及び業務の適正化等に関する法律施行条例に基づく、風俗営業等の規制及び業務の適正化等に関する法律第2条第6項第1号に定める店舗型性風俗特殊営業の許可区域であり、戸建てのソープが10軒の他、複数のヘルスが営業する雑居ビルなどが密集し四国地方最大規模の風俗店街を形成している。

## 歴史
地名の由来は高松城の東にある町という意。
江戸時代のこの区域は高松城下の一部として高松城の舟入港（現・東浜港）に面した商人町であり、東浜町の大部分並びに新湊町及び通町の各一部であった。それ以前の生駒氏統治時代には文禄・慶長の役などで兵船が舟入港から出陣することが多く、当地はその船頭や加子が多数居住する町を形成していた。しかし、時代が下り松平氏時代になると加子の役目は概ね参勤交代が主になり、その人数も減少し、多くは城の西側や他町に移った。その後当地に移ってきたのが商人たちであり、東浜港から入る物資の貿易港として、高松城下東部の問屋街を形成するに至った。
貿易港として栄えたこの地は同時に土地の需要も増し、高松藩によって度々埋め立てが行われ海側に新湊町といった新たな町が形成されていった。埋め立ては明治時代に入っても行われ、1871年から1872年にかけて七星勘四郎（弥兵衛）がそれまでの新湊町の北側を埋め立ててその地を新地、そのすぐ北側の海岸沿いを八重垣とするようになり、その約5年後の1877年（明治10年）ごろからそこへ遊廓が立ち並ぶようになった。四国全土への物資の集散地である高松港に位置するこの遊廓は多くの船乗りなど長距離移動客で賑わい、特に昭和初期は最盛を極め、この頃に現在へ至るソープランド街八重垣新地の原型が形作られた。また、その1877年（明治10年）までには新湊町やその地先にあたる八重垣も東浜町に編入されている。
1890年（明治23年）2月15日、市制施行による高松市成立に伴い東浜町は高松市の町丁の一つとなった。1945年（昭和20年）7月4日には高松空襲で焼失。空襲で壊滅的な被害を受けた高松市中心部では大部分で土地区画整理事業（戦災復興土地区画整理事業）が施行され、この地区もその第一工区二次区域として区画整理の対象となった。この地区での区画整理は東側を南北に貫通する市道東浜14号線が作られたほか、多くの袋小路や曲がりくねった狭隘な道路が直線化や拡幅などによって改良された。この区画整理の完工となる換地処分は1964年（昭和39年）1月25日である。
この区画整理を皮切りに町名も戦後には多くの変化を経た。それまで単に「東浜町」であったこの地は、まず1958年（昭和33年）に中部（現・城東町及び東浜町一丁目の各一部）と北部（現・城東町）が東浜町二丁目及び三丁目となった。その後1964年（昭和39年）には最後まで残った単なる「東浜町」南部のうち、一部が井口町と通町に編入され、残部は井口町、新材木町、通町の各一部とともに東浜町一丁目となった。この時点で単なる「東浜町」は消滅し、そのほぼ全域が東浜町一丁目〜三丁目となっている。そして1972年（昭和47年）にそれまでの東浜町二丁目及び三丁目の全域並びに東浜町一丁目及び通町の各一部が独立して城東町が新設され、現在に至る。このような歴史的変遷を辿ったため結果的に現在東浜町は一丁目しか残っていない。
かつて城東町は西側の東浜港、東側の杣場川がそれぞれ県道159号高松港線及び市道東浜港多賀線付近（＝城東町の全域）まで迫った非常に細長い半島であったが、その後それぞれ埋め立てや暗渠化によって半島としての部分は短くなり、現在では二丁目部分のみとなっている。この埋め立ては瀬戸大橋通りの建設（前身となる道路を含む）に合わせて行われており、結果的に瀬戸大橋通り以南は全て陸地化している。

## 主要施設
掲載順は住居表示による街区符号・住居番号順
| - 高松市立城東保育所 - 高松市新塩屋町コミュニティセンター - ベルコ高松支社 - 東宝イン高松 - 高松市城東公園 - ザ・セレクトン高松（旧オークラホテル高松） - 高松市杣場川公園 | - 東濱恵比寿神社 - 八重垣新地 |